# Aneides vagrans
Aneides vagrans (tên tiếng Anh: Wandering Salamander) là một loài kỳ giông thuộc họ Plethodontidae.
Loài này có ở Canada và Hoa Kỳ.
Môi trường sống tự nhiên của chúng là rừng ôn đới.
Đây là loài bản địa California ở Hoa Kỳ và được cho là du nhập vào British Columbia, Canada, có thể từ việc nhập khẩu vỏ cây sồi để phục vụ cho ngành thuộc da Chúng hiện đang bị đe dọa vì mất môi trường sống.
Loài này leo lên độ cao đến 40 m trên cành cây. Chúng kiếm ăn vào ban đêm các động vật không xương sống nhỏ như kiến, ve bét, bọ cánh cứng trưởng thành và ấu trùng của chúng, ốc sên, bọ đuôi lật và rệp gỗ. Ban ngày nó ẩn mình dưới những tán cây đổ, dưới đá, trong kẽ hở, dưới vỏ cây và trong gỗ mục nát. Nó không có phổi hoặc mang, và thở bằng da. Vì lý do này, chúng phải luôn giữ ẩm. Ở California, nó có thể ngủ hè vào mùa hè và hoạt động vào mùa đông trong khi ở Đảo Vancouver, nó có thể hoạt động vào mùa hè và ngủ đông vào mùa đông.
Loài kỳ giông này nhảy khỏi tán cây khi bị quấy rầy. Chúng làm chậm tốc độ bay trong không khí bằng cách xoạc các chi và cũng có thể kiểm soát phương hướng khi lượn bằng cách điều chỉnh vị trí của các chi và đuôi của chúng. Điều này giúp chúng có thể đáp xuống thân cây - thường là chính cái cây mà chúng đã nhảy lên - thay vì rơi xuống đất.